# Blauwgrond
Blauwgrond è un distretto (ressort) del Suriname di 28.436 abitanti che fa parte di Paramaribo.